# Barry Flanagan
Barry Flanagan RA OBE (Prestatyn, Gales, 11 de enero de 1941-Santa Eulalia del Río, Ibiza, 31 de agosto de 2009) fue un escultor británico, más conocido por sus estatuas de bronce sobre liebres.

## Biografía

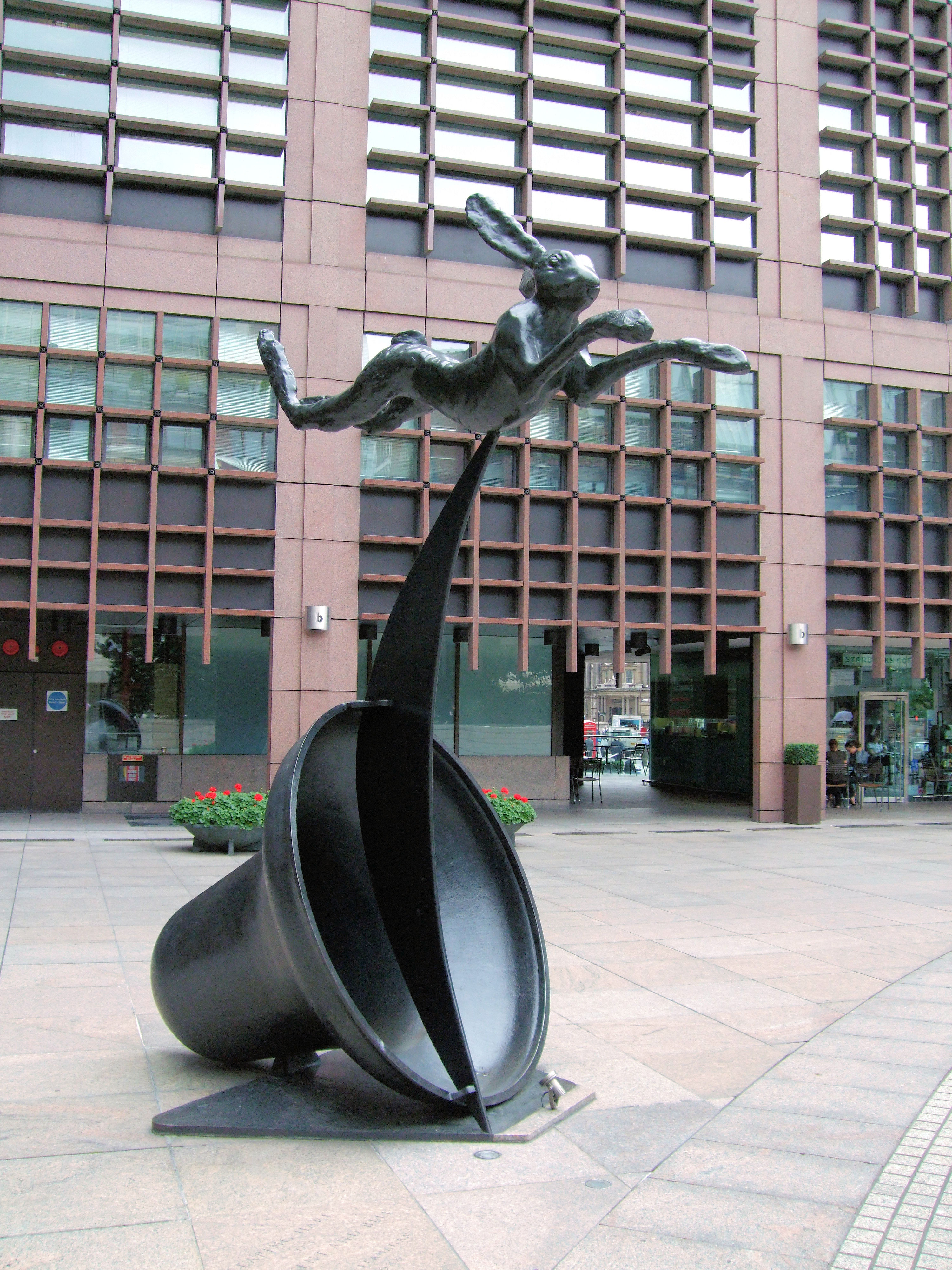
Leaping Hare on Crescent and Bell, Londres (1988)

Barry Flanagan nació el 11 de enero de 1941 en Prestatyn, en el norte de Gales (Reino Unido). De 1957 a 1958 estudió arquitectura en Birmingham College de Arte y Oficios. Estudió escultura en la Escuela de Arte de San Martín (en Londres) desde 1964 hasta 1966, y desde 1967 hasta 1971 enseñó tanto en San Martín como en la Escuela Central de Arte y Diseño.
Se naturalizó ciudadano irlandés y vivió en Dublín desde el año 2000.  Flanagan murió el 31 de agosto de 2009, de ELA (esclerosis lateral amiotrófica) o 
enfermedad de las neuronas motoras.
Fue el tema de una película biográfica de Peter Bach, The Man Who Sculpted Hares: Barry Flanagan, A Life.
"Poet of the Building Site" por Robin Marchesi. Un libro sobre su vida con Barry Flanagan fue publicado por el Museo Irlandés de Arte Moderno de 2011.

## Obra
Thinker on a Rock de Flanagan se encuentra en la Galería Nacional de arte Sculpture Garden en Washington D. C.
Large Left-Handed Drummer de Flanagan estuvo en exhibición en el parque Union Square (Nueva York) desde el 18 de febrero al 24 de junio de 2007.